# Quad (antenne)

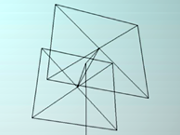
Quad antenne met Driven Element en Reflector

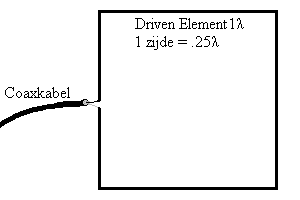
Quad antenne Driven Element

 De Quad is een richtingsgevoelige antenne uitgevonden door Clarence Moore in 1942. Ze wordt weleens de koningin der antennes genoemd. De full loop quad bestaat feitelijk uit twee halve golf-dipolen op een kwart golflengte uit elkaar. De constructie levert een winst over de dipool van ongeveer 1,2 dB.

## Soorten quads
Quads worden normaal uit draad opgetrokken en als gesloten lus opgesteld in vierkante (cubical) of ruitvorm (diamond). Het ene draadeinde wordt verbonden met de kern van de coax, het andere eind met de mantel. De karakteristieke impedantie aan de connector bedraagt dan ongeveer 200 Ω waardoor een tuning coil of gamma rod aangewezen is om de antenne aan te passen aan de coaxkabel.

## Algemene kenmerken
- De antenne is opvallend richtingsgevoelig (sterke negatie van signalen die van opzij komen), relatief smalbandig en heeft een erg lage stralingshoek waardoor ze uitermate geschikt wordt voor DX-contacten.
- De polarisatie van een quad wordt bepaald door de plaats van het voedingspunt. De antenne kan met andere woorden verticaal, horizontaal, 45° oost of west gepolariseerd zijn (en elke mogelijke hoek tussenin) zonder de antenne zelf te kantelen.
- Quads ondervinden nauwelijks hinder van statische storing (door sneeuw en regen) en kunnen onder spanning gezet worden om ze automatisch te ontdooien.